# Chuck (álbum)
Chuck es el tercer álbum de estudio de la banda canadiense Sum 41. Se lanzó el 12 de octubre de 2004, bajo los sellos Aquarius e Island/Mercury. Este es último álbum que cuenta con la participación del guitarrista Dave Baksh, que dejó el grupo el 11 de mayo de 2006 para integrarse en la banda Brown Brigade. El álbum tomó su nombre de Chuck Pelletier, una persona de las fuerzas de paz de las Naciones Unidas que salvó las vidas de los integrantes de la banda y otros 40 civiles mientras estaban grabando un documental sobre la guerra en la República Democrática del Congo para War Child Canada.
El contenido lírico del álbum ha sido descrito como más oscuro y más maduro que los trabajos anteriores de la banda, con temas sobre la política que estuvo impulsada por la experiencia de la banda en el Congo durante la filmación de una película documental y la dura respuesta de Whibley a su exnovia tras romper a finales de 2002. El disco contó con una buena recepción tanto crítica como comercial. El álbum alcanzó las posiciones dos y diez en Canadá y los Estados Unidos, respectivamente. Asimismo, recibió la certificación de oro en este último país y Japón, y la de doble platino en Canadá. Los sencillos «We're All to Blame» y «Pieces» ingresaron en varias listas musicales y el disco ganó el premio al «álbum de rock del año» en los Juno Awards de 2005.

## Recepción crítica
Chuck recibió comentarios generalmente positivos por parte de los críticos musicales. En el sitio web Metacritic obtuvo 63 de 100 puntos, basándose en 11 reseñas, lo que indica «críticas generalmente favorables». Sputnikmusic le dio 4 de 5 estrellas y lo describió como «un álbum orientado políticamente que mantiene su fundamento en su ambigüedad». Michael Endelman de Entertainment Weekly comentó: «Es un encuentro de dos mundos, el metal extremo y el punk-pop inteligente. Y la música no es tan pesada; Whibley suena realmente angustiado mientras exclama por cosas como la injusticia y el sufrimiento». Por otra parte, el crítico de Punknews mencionó que «Chuck es un poco decepcionante y una regresión significativa respecto a su último álbum». También añadió: «[A partir de] la intro a la incómoda "Slipping Away" empieza el espiral descendente de la segunda parte del álbum. Las canciones son más lentas, y la banda parece no poder decidir qué dirección seguir, tanto musical como vocalmente». Johnny Loftus de Allmusic escribió que desde «sus agresivos matices de metal y hardcore a letras que protestan contra la ignorancia de la sociedad y a un mundo yendo por mal camino, Chuck esta unos pasos por delante de los humorísticos himnos que poblaron los anteriores lanzamientos de Sum 41». Loftus concluyó que «es un álbum conciso de poco más de media hora, con un entendimiento básico de que lo rápido y fuerte es lo mejor que la banda sabe hacer». El crítico de IGN le dio una reseña mixta, donde destacó las canciones «We're All to Blame», «No Reason», «The Bitter End», y comentó «que Chuck no es, por cualquier tramo de imaginación, un mal álbum. Pero, en comparación con [Does This Look] Infected[?], es un paso hacia adelante y dos hacia atrás». Stuart Green de Exclaim dijo que «los Sums hacen un trabajo espectacular en opacar sus pretensiones pop-punk en favor a su amor al thrash y el metal de los años 80». También mencionó que «musicalmente la banda nunca ha sonado más decidida o cohesiva». Por su parte, Billboard lo llamó «su disco más maduro».

## Lista de canciones
Todas las canciones escritas y compuestas por Sum 41.

| N.º   | Título                    | Duración |  |
| 1.    | «Intro»                   | 0:46     |  |
| 2.    | «No Reason»               | 3:04     |  |
| 3.    | «We're All to Blame»      | 3:38     |  |
| 4.    | «Angels With Dirty Faces» | 2:23     |  |
| 5.    | «Some Say»                | 3:26     |  |
| 6.    | «The Bitter End»          | 2:51     |  |
| 7.    | «Open Your Eyes»          | 2:44     |  |
| 8.    | «Slipping Away»           | 2:29     |  |
| 9.    | «I'm Not the One»         | 3:34     |  |
| 10.   | «Welcome to Hell»         | 1:56     |  |
| 11.   | «Pieces»                  | 3:02     |  |
| 12.   | «There's No Solution»     | 3:18     |  |
| 13.   | «88»                      | 4:40     |  |
| 37:59 |                           |          |  |

## Posicionamiento en listas
| País              | Listas                  | Mejor posición |
| 2004              | 2004                    | 2004           |
| ----------------- | ----------------------- | -------------- |
| Alemania          | German Albums Chart     | 32             |
| Australia         | Australian Albums Chart | 13             |
| Austria           | Austrian Albums Chart   | 35             |
| Bélgica (Flandes) | Belgian Albums Chart    | 84             |
| Bélgica (Valonia) | Belgian Albums Chart    | 71             |
| Canadá            | Canadian Albums Chart   | 2              |
| Estados Unidos    | Billboard 200           | 10             |
| Francia           | French Albums Chart     | 9              |
| Reino Unido       | UK Albums Chart         | 59             |
| Suiza             | Swiss Albums Chart      | 14             |

### Certificaciones
| País           | Organismo certificador | Certificación | Ventas certificadas | Ref.  |
| -------------- | ---------------------- | ------------- | ------------------- | ----- |
| Canadá         | MC                     | 2× Platino    | 200 000             | [ 3 ] |
| Estados Unidos | RIAA                   | Oro           | 500 000             | [ 5 ] |
| Japón          | RIAJ                   | Oro           | 100 000             | [ 4 ] |

## Créditos y personal
| - Sum 41: composición. - Biz (Deryck Whibley): guitarra, teclado, mellotron, piano y voz. - Dave Brownsound (Dave Baksh): guitarra y efectos de sonido. - Jason Cupp: asistente y asistente de ingeniería. - Matthew Davies: asistente y asistente de ingeniería. - Dan Druff: técnico en guitarra. - Brian Gardner: masterización. - Bernie Grundman: masterización. - Femio Hernández: asistente de ingeniería. - Andrew Huggins: administración y director de grabación. - Matt Hyde: ingeniero. - Ed Krautner: edición digital e ingeniero. - Tom Lord-Alge: ingeniero de sonido y mezcla. - Louis Marino: dirección de arte y diseño. | - Pete Martinez: administración. - Cone McCaslin (Jason McCaslin): bajo. - Joe Nicholson: técnico en batería. - Greig Nori: producción de audio, productor y administración. - John O'Mahoney: edición digital. - Tara Podolsky: A&R. - Stevo (Steve Jocz): batería. - Chris Stringer: asistente y asistente de ingeniería. - Jorge Vivo: edición. - Andy Wallace: ingeniero de sonido y mezcla. - Cameron Webb: edición digital e ingeniero. - Mike «Hitman» Wilson: asistente de ingeniería. - Miles Wilson: asistente. - Eric Wong: mercadotecnia. |

Fuente: Allmusic.